# ويليام أبلتون بوتير
ويليام أبلتون بوتير (بالإنجليزية: William Appleton Potter)‏ هو مهندس معماري أمريكي، ولد في 1842، وتوفي في 1909.